# Life Support (álbum)
Life Support é o álbum de estúdio de estreia da cantora e compositora americana Madison Beer, lançado pela Access Records e Epic Records em 26 de fevereiro de 2021. A própria Beer co-escreveu todo o álbum, e co-produziu a maior parte do disco, para a realização de um álbum conceitual. Criado no meio do grande episódio depressivo e diagnóstico de Beer com transtorno de personalidade borderline, o álbum trata de temas como saúde mental, tristeza e desgosto, a partir das experiências de Beer com o escrutínio público dentro da indústria musical, e a construção de resiliência durante a realização do disco. Musicalmente, Life Support é um disco pop com elementos de R&B e alternativos.
O Life Support gerou quatro singles: "Good in Goodbye", lançado como single principal do álbum, "Selfish", "Baby" e "Boyshit", e o single promocional, "Stained Glass". O álbum estreou no número 65 da Billboard 200 e atingiu o top 40 no Reino Unido, Canadá, e outros países em todo o mundo.

## Antecedentes
Após o lançamento do EP de estreia de Beer As She Pleases (2018), Beer começou a trabalhar num projeto de álbum em agosto de 2018. Em 9 de novembro de 2018, Beer lançou "Hurts Like Hell" como single principal do seu álbum de estúdio de estreia então sem título. Após o lançamento do single, Beer revelou que o álbum seria lançado algures em 2019. "Hurts Like Hell" foi posteriormente retirado da lista de faixas do álbum e "Dear Society" substituiu-o como single principal do álbum, sendo lançado em 17 de maio de 2019. Em agosto de 2019, o título do álbum Life Support foi divulgado. Pouco depois disso, Beer anunciou que tinha assinado com Epic Records e que planeava lançar novas músicas em breve. "Dear Society" foi posteriormente retirado da lista de faixas do álbum. Em 12 de fevereiro de 2020, Beer revelou a arte da capa do álbum. Em 7 de dezembro de 2020, Beer revelou a data de lançamento do álbum, 26 de fevereiro de 2021. Beer escreveu o álbum com a intenção de se expressar verdadeiramente e ter a sua própria voz, "Sinto-me finalmente vista por coisas que valorizo e ser vista por coisas sobre as quais me sinto realmente bem. E a minha música que sinto que fala por si própria", acrescentando "Isto é quem eu sou". Ela também partilhou que queria mostrar àqueles que as questões de saúde mental e a perfeição da Internet não são exclusivas umas das outras, dizendo "'Tens uma vida perfeita'". E eu estou tipo, não, quero mostrar-vos mesmo que pareça que tenho, também estou a lutar severamente e em terapia todos os dias e estou a tomar medicação para a ansiedade. Só queria desconstruir esta ideia de que as pessoas têm que, se apresentamos como se tivéssemos uma vida perfeita nas redes sociais, isso não significa que realmente temos", significando que ela queria expressar que nem tudo o que vemos significa que a vida de alguém é perfeita. Ela descreve o álbum em três palavras, "honesto, corajoso e mauzão". A sua faixa lírica favorita é "Effortlessly".
Com o meu álbum, fiz uma promessa a mim próprio de que este será o meu momento de expressar honesta e verazmente como me tenho sentido. Finalmente pude contar a minha história da forma que a queria contar e tocar em coisas como medicamentos que são prejudiciais para os jovens adultos que me foram colocados, e em merdas reais sobre as quais nunca pude falar

— Beer a falar sobre o álbum.

## Música e letra
Life Support tem sido visto como um álbum obscuro, honesto e triste por aqueles que o avaliam. O álbum parece acrescentar ainda mais às afirmações de que Beer tomou uma inspiração aparentemente pesada de artistas, uma vez que muitos críticos atribuem o álbum a uma mistura de Tame Impala, Lana Del Rey e Twenty One Pilots. Liricamente, o álbum trata de saúde mental, auto-reflexão, tristeza, e de se libertar de restrições. "Good in Goodbye" é um hino de ruptura cativante com uma melodia escura que, de acordo com Beer, trata de "cortar laços com uma pessoa tóxica, por mais dura que se possa sentir na altura, é por vezes o único caminho a seguir. Seguida da balada sentimental "Default", sobre as lutas de Beer com ansiedade e pensamentos suicidas". "Selfish" é uma lenta balada pop "breakup" que tem uma produção "stripped down" que enfatiza os vocais de Beer. Liricamente, a canção é sobre relações tóxicas. "Stained Glass" é uma balada de baixo ruído sobre o escrutínio público e as lutas de Beer com a saúde mental. A produção da canção começa apenas com o piano antes de acrescentar tambores ao coro da canção e a atuação vocal de Beer foi descrita como "assombrosa e bela". "Sour Times" foi inspirada por Tame Impala. A balada campestre, "Homesick", mostra um diálogo da animada sitcom de ficção científica Rick e Morty, que Madison também reivindicou como o seu desenho animado favorito. Em primeiro lugar, as canções falam da alienação social e das questões do abandono da cerveja, referindo as suas crenças nas espécies do espaço exterior. A última faixa conceptual do álbum, "Everything Happens For A Reason", é uma balada country, com influências dos anos 50-60, onde Beer dá um último olhar sobre o álbum, chegando à conclusão de que nunca ultrapassará a dor por que passou, ainda à procura da sua razão. Os principais escritores do álbum, Kinetics & One Love, que também trabalharam com Beer em As She Pleases, são também escritores da artista Melanie Martinez, a quem Beer se inspira e "ama", e é a razão pela qual ela escolheu especificamente os seus escritores.

## Singles
"Good in Goodbye" foi lançado como single principal do álbum em 31 de janeiro de 2020. "Selfish" foi lançado como segundo single do álbum em 14 de fevereiro de 2020. Atingiu o número 19 na tabela de singles dos EUA Bubbling Under Hot 100, bem como a entrada nas tabelas oficiais no Canadá, Irlanda e Reino Unido. A música também recebeu um vídeo musical que foi dirigido pela própria Beer. "Baby" foi lançado como terceiro single do álbum em 21 de agosto de 2020, juntamente com um vídeo musical. "Boyshit" foi lançado como quarto single do álbum em 11 de dezembro de 2020.

### Singles promocionais
"Stained Glass" foi lançado em 3 de abril de 2020 como single promocional do álbum.

## Recepção da crítica
| Críticas profissionais | Críticas profissionais |
| Pontuações agregadas   | Pontuações agregadas   |
| Fonte                  | Avaliação              |
| ---------------------- | ---------------------- |
| Metacritic             | 71/100                 |
| Avaliações da crítica  |                        |
| Fonte                  | Avaliação              |
| AllMusic               | 3.5 de 5 estrelas.     |
| Beats Per Minute       | 72%                    |
| NME                    | 4 de 5 estrelas.       |
| Pitchfork              | 5.9 de 10 estrelas.    |

Segundo o Metacritic, que atribui uma pontuação média ponderada de 100 às classificações e críticas dos críticos principais, os críticos atribuíram ao Life Support uma pontuação de 71, com base em 4 críticas, indicando "críticas geralmente favoráveis". Escrevando para o Beats Per Minute, JT Early disse: "O Life Support é um projeto amoroso que explora a saúde mental, o desgosto, a toxicidade e a auto-afirmação. O álbum apresenta um conjunto de exuberantes faixas pop e R&B ligadas através de uma orquestração decadente. As paisagens sonoras aqui são cinematográficas e coesas, enquanto os vocais versáteis de Beer vão facilmente de som som sombrio a sonhadoramente ressonante a enfático frio. Life Support é uma estreia vitoriosa de uma cantora cuja determinação e paixão lhe permitiram superar quaisquer opositores e detratores". Hannah Mylrea, do NME, escreveu: "Num álbum menor, o ecletismo pode levar a uma falta de coerência, mas este disco é sempre atado pelo lirismo diarístico de Beer. Com a sua honestidade consistente, com um jogo de palavras consistente e espirituoso, encontrará sempre algo especial no Life Support". Marcy Donelson, do AllMusic, disse: "As 17 faixas do álbum abordam temas que incluem separações, tristeza e lutas com a saúde mental com uma mistura de pop, R&B, e estilos alternativos".

## Turnê
The Life Support Tour é a futura segunda turnê da cantora e compositora norte-americana Madison Beer, em suporte a seu álbum de estreia, Life Support.

### Datas
| Data                   | Cidade           | País             | Local                   |
| América do Norte       | América do Norte | América do Norte | América do Norte        |
| ---------------------- | ---------------- | ---------------- | ----------------------- |
| 18 de outubro de 2021  | Toronto          | Canadá           | Phoenix Concert Theatre |
| 20 de outubro de 2021  | Montreal         | Canadá           | Théâtre Corona          |
| 22 de outubro de 2021  | New Haven        | Estados Unidos   | Toad's Place            |
| 24 de outubro de 2021  | New York City    | Estados Unidos   | Terminal 5              |
| 25 de outubro de 2021  | Boston           | Estados Unidos   | House Of Blues          |
| 26 de outubro de 2021  | Philadelphia     | Estados Unidos   | Theatre of Living Arts  |
| 28 de outubro de 2021  | Silver Spring    | Estados Unidos   | The Fillmore            |
| 30 de outubro de 2021  | Charlotte        | Estados Unidos   | The Underground         |
| 31 de outubro de 2021  | Atlanta          | Estados Unidos   | Buckhead Theatre        |
| 2 de novembro de 2021  | Lake Buena Vista | Estados Unidos   | House Of Blues          |
| 3 de novembro de 2021  | Fort Lauderdale  | Estados Unidos   | Revolution Live         |
| 5 de novembro de 2021  | New Orleans      | Estados Unidos   | House Of Blues          |
| 7 de novembro de 2021  | Houston          | Estados Unidos   | House Of Blues          |
| 9 de novembro de 2021  | Nashville        | Estados Unidos   | Brooklyn Bowl           |
| 11 de novembro de 2021 | Detroit          | Estados Unidos   | Saint Andrews Hall      |
| 12 de novembro de 2021 | Chicago          | Estados Unidos   | House Of Blues          |
| 14 de novembro de 2021 | Minneapolis      | Estados Unidos   | Varsity Theater         |
| 15 de novembro de 2021 | Kansas City      | Estados Unidos   | The Truman              |
| 17 de novembro de 2021 | Denver           | Estados Unidos   | Summit Music Hall       |
| 18 de novembro de 2021 | Salt Lake City   | Estados Unidos   | The Depot               |
| 20 de novembro de 2021 | Portland         | Estados Unidos   | Roseland Theater        |
| 21 de novembro de 2021 | Vancouver        | Canadá           | Commodore Ballroom      |
| 22 de novembro de 2021 | Seattle          | Estados Unidos   | Neptune Theatre         |
| 24 de novembro de 2021 | San Diego        | Estados Unidos   | House Of Blues          |
| 27 de novembro de 2021 | San Francisco    | Estados Unidos   | The Fillmore            |
| 28 de novembro de 2021 | Los Angeles      | Estados Unidos   | The Wiltern             |

## Lista de faixas
| N.º            | Título                            | Duração |  |
| 1.             | "The Beggining"                   | 0:58    |  |
| 2.             | "Good in Goodbye"                 | 2:21    |  |
| 3.             | "Default"                         | 1:56    |  |
| 4.             | "Follow the White Rabbit"         | 2:59    |  |
| 5.             | "Effortlessly"                    | 2:48    |  |
| 6.             | "Stay Numb & Carry On"            | 2:43    |  |
| 7.             | "Blue"                            | 3:49    |  |
| 8.             | "Interlude"                       | 1:49    |  |
| 9.             | "Homesick"                        | 3:47    |  |
| 10.            | "Selfish"                         | 3:43    |  |
| 11.            | "Sour Times"                      | 2:45    |  |
| 12.            | "Boyshit"                         | 2:40    |  |
| 13.            | "Baby"                            | 3:27    |  |
| 14.            | "Stained Glass"                   | 3:27    |  |
| 15.            | "Emotional Bruises"               | 3:01    |  |
| 16.            | "Everything Happens for a Reason" | 2:25    |  |
| 17.            | "Channel Surfing/The End"         | 1:44    |  |
| Duração total: | Duração total:                    | 46:22   |  |

## Desempenho nas tabelas musicais
| País — Tabela musical (2021)          | Posição de pico |
| ------------------------------------- | --------------- |
| Australian Albums (ARIA)              | 36              |
| Austrian Albums (Ö3 Austria)          | 39              |
| Bélgica (Ultratop Flandres)           | 47              |
| Bélgica (Ultratop Valônia)            | 129             |
| Canadá (Billboard)                    | 23              |
| Países Baixos (Dutch Charts)          | 32              |
| Alemanha (Offizielle Deutsche Charts) | 85              |
| Irish Albums (OCC) (ARIA)             | 40              |
| New Zealand Albums (RMNZ)             | 33              |
| Norwegian Albums (VG-lista)           | 34              |
| Spain (PROMUSICAE)                    | 46              |
| Suíça (Schweizer Hitparade)           | 55              |
| Reino Unido (Official Albums Chart)   | 28              |
| Estados Unidos (Billboard 200)        | 65              |